# Canó
|  | No s'ha de confondre amb Canó (armes de foc). |

|  | Per a altres significats, vegeu «Canó (desambiguació)». |

Un canó és una arma d'artilleria, generalment en forma de tub allargat, que permet de disparar un projectil a distància. També pot fer referència al component de qualsevol arma de foc pel qual circula la bala. Habitualment utilitzen una càrrega de pólvora per impulsar el projectil, que en les armes d'artilleria s'anomena obús.
Amb relació a l'arma d'artilleria hi ha una gran varietat de canons i es poden classificar en funció del seu calibre, munició, mobilitat, cadència de foc, etc.

## Etimologia
El terme "canó" es deriva de l'italià cannone, que significa "gran tub" que deriva del llatí canna, que al seu torn procedeix del grec kanna i, en definitiva, l'acadi qanu que significa canya. La paraula s'usa per les armes de foc a Itàlia des del 1326, i des del 1418 a Anglaterra. Bombarda era la paraula que s'usava anteriorment però després del 1430 va designar únicament les de mida més gran.

## Història

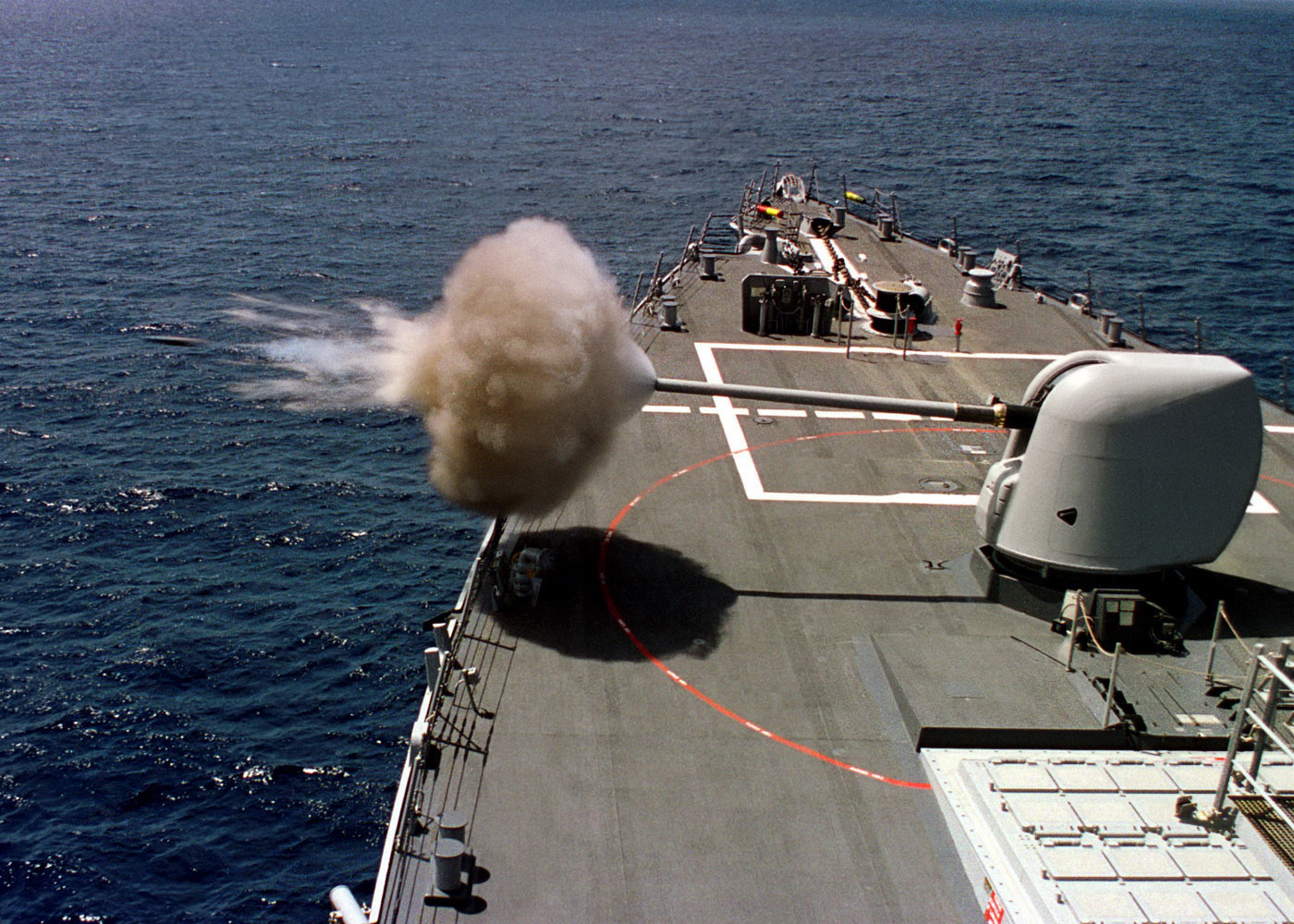
Canó naval modern de calibre 127 mm /54 Mark 45 disparant des d'un destructor dels Estats Units.

Els canons inventats per Ctesibi al segle iii aC abans del 200 aC usaven aire comprimit en comptes de pólvora.
Usats per primer cop a la Xina durant el regnat de la dinastia Song a la Xina (960 - 1279 i a Europa apareixen en el segle xii quan els andalusins els van usar contra els cristians. El final de l'edat mitjana va veure la introducció més uniforme i eficaç del canó.
Alguns dels canons més gran construïts han estat asiàtics, com el canó Jaivana indi. A Europa també se n'han fet grans, però van ser abandonats en favor d'un nombre més gran dels més lleugers, més maniobrables, que conduiria a la utilització de la moderna artilleria de camp. Si la gran bombarda turca medieval necessitava dos-cents homes, al segle xviii els canons anglesos en requerien només una dotzena, entre ells dos artillers, i durant les Guerres Napoleòniques, ja només es necessitaven cinc homes per usar un canó britànic.
Els noms de les primeres peces d'artilleria corresponien a diferents calibres segons els seus països d'origen, i les unitats d'artilleria més petites rebien el nom, com la serpentina, el falcó i el falconet, la colobrina o el basilisc de noms d'animals.
Els primers canons eren d'ànima llisa, armes de gran calibre que disparaven munició esfèrica a velocitats relativament baixes, però degut als alts costos de fabricació, la dificultat de precisió en l'acabat, i a la necessitat de carregar ràpidament l'arma per la boca, la bala no ajustava molt en el canó i deixava certa folgança, per tant, en disparar el projectil rebotava per l'interior i portava una direcció molt impredictible en deixar la boca de l'arma. L'ànima estriada que donava als projectils de canó estabilitat giroscòpica i millorava la seva precisió es va inventar a la fi del segle XV a Augsburg, en l'actual Alemanya i el 1520, August Kotter, un armer de Nuremberg, en va millorar la tècnica. No obstant, el veritable ratllat de l'ànima, amb una semblança més clara a l'actual, data de mitjan segle XVI i no es va començar a aplicar de manera generalitzada a l'artilleria fins al 1855 amb el Canó Armstrong de retrocàrrega a partir del sistema desenvolupat per Martin von Wahrendorff a Suècia i Giovanni Cavalli a Itàlia. Encara que el fet que el gir del projectil ajudava a estabilitzar-ne el vol es coneixia des del temps de l'arc i les fletxes, no va ser fàcil adaptar el concepte a les primeres armes de foc; la pólvora negra deixava molt sutge en els canons, i les estries acumulaven encara més brutícia, fent el disseny poc pràctic fins que va millorar l'explosiu amb la pólvora sense fum.
L'artilleria va esdevenir decisiva en el combat en el segle xvi, quan es van millorar l'organització, producció, munició i es va produir l'estandardització de les armes, juntament amb la millora de la mobilitat de les peces. Les primeres armes de foc amb per càrrega amb recambres desmuntables es van utilitzar fins al segle xviii, especialment en el combat naval, fins que foren substituïdes per les de retrocàrrega.

## Tractats d'artilleria
Els canons són armes molt poderoses i destructives que necessiten personal especialitzat per al que el seu maneig sigui segur i efectiu. Per aquest motiu no poden dissociar-se dels tractats teòrics que expliquen el seu funcionament. Els primers estudis d'aplicació de les matemàtiques a l'artilleria en el càlcul de les trajectòries dels projectils foren duts a terme per Niccolo Fontana Tartaglia en el seu tractat Nova Scientia de 1537.
A Catalunya hi ha un tractat molt antic, de l'any 1642: "Breu tractat d'artilleria" escrit per Francesc Barra.

## Parts

### Parts externes
1. Brocal, boca, joia (ing. Muzzle)
2. Eixample de brocal (ing. Swell of Muzzle)
3. Coll (ing. Neck)
  - Astràgal de brocal (ing. Muzzle Astragal): és un adorn.
4. Canya (ing. Chase)
  - Astràgal de canya (ing. Chase Astragal):
  - Segon anell o faixa de reforç (ing. Second reinforce ring)
5. Munyó (ing. Trunnion)
  - Primer anell o faixa de reforç (ing. First reinforce ring)
6. Petxina, cassoleta (ing. Pa)
  - Anell base (ing. Base ring)
7. Culata
  - Escòcia
  - Base del llum, del tancament (ing. Breech base)
  - Làmpada, tancament (ing. Breech)
  - Col de cascavell (ing. Button neck)
  - Cascavell (ing. Cascavell, Knob, Button)

### Parts internes
1. Ànima (ing. Bore)
2. Oïda, fogó (ing. Vent field)
3. Recambra (ing. Chamber)
4. Rigula, regola, canal

## Alguns tipus de canons
- Bombarda
- Canó de mà
- Falconet
- Morter
- Canó obús
- Canó automàtic

## A la cultura popular
Els sons de canó s'han utilitzat de vegades en peces clàssiques amb un tema militar. Un dels exemples més coneguts de tals peces és la Obertura de 1812 de Pyotr Ilyich Tchaikovsky. L'obertura s'interpreta amb una secció d'artilleria juntament amb l'orquestra, cosa que donarà com a resultat nivells de soroll prou alts perquè els músics hagin d'usar protecció per a les orelles. El foc dels canons simula els bombardejos de l'artilleria russa de la Batalla de Borodino, una batalla crítica en la invasió de Rússia per part de Napoleó, la derrota del qual celebra la peça. Quan es va fer l'obertura per primera vegada, els canons van ser disparats per un corrent elèctric disparat pel conductor. No obstant això, l'obertura no va ser gravada amb foc de canó real fins a l'enregistrament de 1958 de Mercuri Records i el director Antal Doráti de la Minnesota Orchestra. El foc de canó també s'usa amb freqüència anualment en presentacions de 1812 al Dia de la Independència estatunidenc, una tradició iniciada per Arthur Fiedler dels Boston Pops en 1974.
La banda de hard rock AC/DC també va usar canons en la seva cançó "For Those About to Rock (We Salute You)", i en els espectacles en viu es van utilitzar rèpliques de canons napoleònics i pirotècnia per interpretar la peça. Un enregistrament d'aquesta cançó va acompanyar el tret d'una reproducció autèntica d'un M1857 de 12 lliures de Napoleó durant les celebracions del gol de Columbus Blue Jackets al Nationwide Arena des de la nit d'obertura de la temporada 2007–08. El canó està ubicat darrere de l'última fila de la secció 111 i el punt focal del logotip alternatiu de l'equip a les seves terceres samarretes.
S'han disparat canons en les celebracions de touchdown per part de diversos equips de futbol americà, inclosos els San Diego Chargers. Els Pittsburgh Steelers van usar un de sol durant la campanya de 1962, però ho van descontinuar després que Buddy Dial es va sobresaltar com a resultat de xocar de front sense adonar-se amb la descàrrega fumejant del canó en una derrota 42-27 davant els Dallas Cowboys en el Forbes Field el 21 d'octubre.

## Restauració

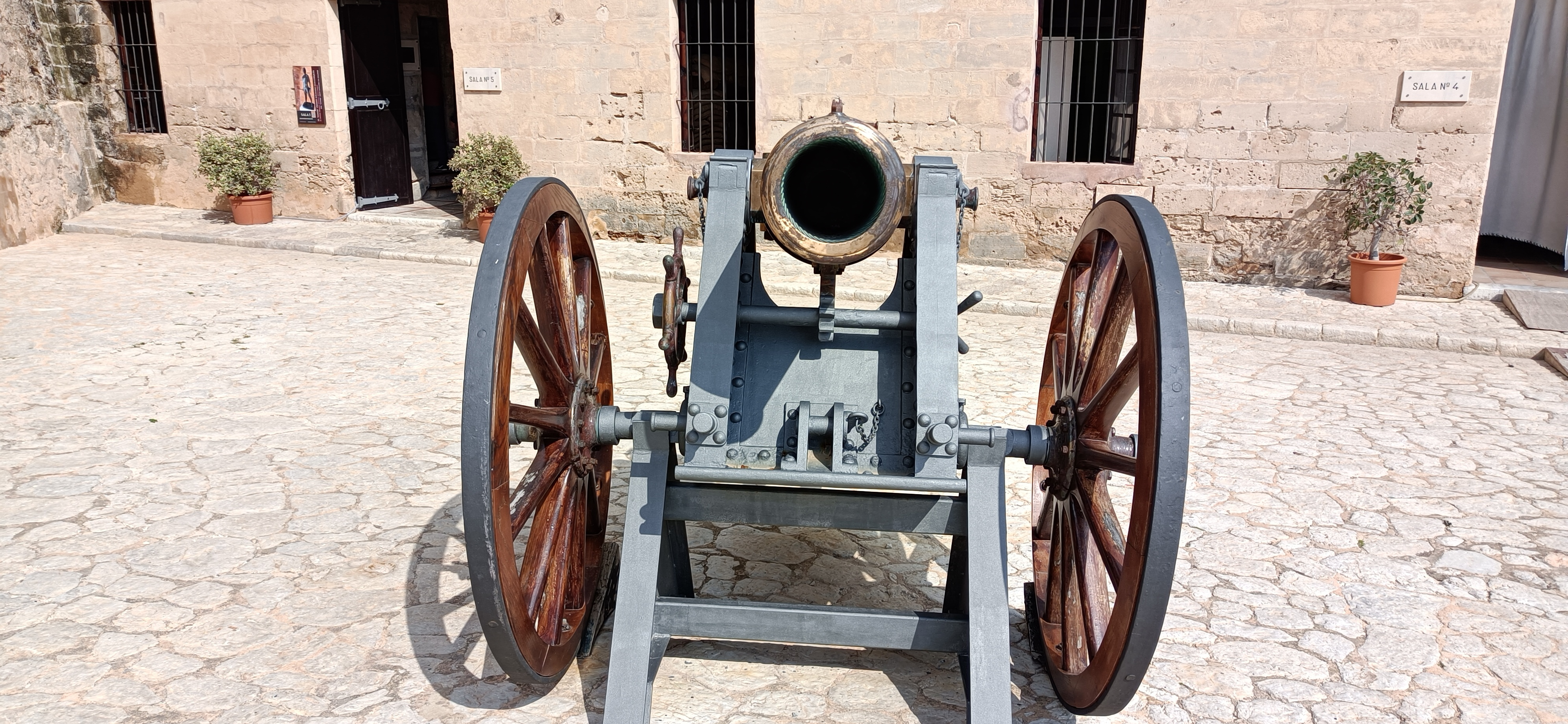
Canó a la fortalesa de Sant Carles, a Palma.

Els canons recuperats del mar sovint estan molt malmesos per l'exposició a l'aigua salada; a causa d'això, cal tractament de reducció electrolítica per prevenir el procés de corrosió. Després, el canó es renta amb aigua desionitzada per eliminar l'electròlit, i es tracta amb àcid tànnic, que evita més òxid i es dona al metall un color negre blavós. Després d'aquest procés, el canó en exhibició es pot protegir de l'oxigen i la humitat amb un segellador de cera. També es pot pintar una capa de poliuretà sobre el segellador de cera, per evitar que el canó recobert de cera atregui pols en les exhibicions a l'aire lliure. El 2011, els arqueòlegs van informar que sis canons recuperats d'un riu a Panamà que podrien haver pertangut al llegendari pirata Henry Morgan estan sent estudiats i finalment podrien exhibir-se després de passar per un procés de restauració.